# フローレンティン・スマランダチェ

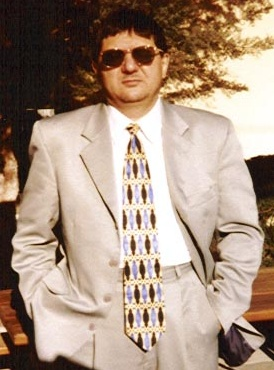
2012年以前

フローレンティン・スマランダチェ（Florentin Smarandache, 1954年12月10日 - ）は、アメリカ合衆国の数学者、物理学者、作家、芸術家。ルーマニア系アメリカ人。

## 経歴
ルーマニアのヴルチャ県で生まれた。クラヨーヴァ大学で数学と計算機科学を学び、1990年、アメリカ合衆国に移住後はさまざまな大学で博士研究員を務めた。1997年にモルドバ国立大学で数学の博士号を取得した。1997年から2003年まで助教授、2003年からはニューメキシコ大学ギャラップ校で数学の准教授を務めた。

## 学問別における活動

### 文学
1980年に矛盾反意語、逆説を多用するパラドキシズム運動の創始者となった。

### 物理学
物理学では、数々のパラドックスおよび「宇宙には速度の壁がない」という仮説を発表し、科学者の間で話題となった。さらに、物質と反物質（あるいはクォークと反クォーク）が結合した「イマター」と呼ばれる第3の物質の可能性も考慮した。

### 数学
数学では、数論で多くの数列や関数を生み出した。幾何学における公理や定理の否定度、多構造、多空間を研究した。

## 著作物
- 奥山 公浩; アナスリ, モハマド; スマランダチェ, フロレンティン. “ランドマークとGPSによる移動ロボットのナビゲーション”. 岡山理科大学技術科学研究所年報.